# Romanovy. Ventsenosnaja semja
Romanovy. Ventsenosnaja semja (russisk: Романовы. Венценосная семья) er en russisk spillefilm fra 2000 af Gleb Panfilov.

## Medvirkende
- Aleksandr Galibin som Tsar Nikolaj II
- Lynda Bellingham som Aleksandra
- Julija Novikova som Olga Nikolaevna
- Ksenija Katjalina som Tatjana Nikolaevna
- Olga Vasiljeva som Marija Nikolaevna